# PZL P.23
O PZL P.23 Karaś foi um bombardeiro leve e aeronave de reconhecimento operado pela Polônia na Segunda Guerra Mundial. Lutou bravamente bombardeando as divisões Panzer. Foi utilizado posteriormente a capitulação da Polônia pela Luftwaffe, pela Força Aérea Imperial Romena e pela Força Aérea Búlgara.

## Operadores

PZL.23B

Polónia
- Força Aérea Polonesa

 Romênia
- Força Aérea Real Romena [1]

 Bulgária
- Força Aérea da Bulgária[2]